# Ливийско-южноафриканские отношения
Ливийско-южноафриканские отношения — двусторонние дипломатические отношения между Ливией и ЮАР.

## История

### Период Каддафи

#### Режим апартеида
С момента прихода к власти в Ливии Муаммара Каддафи в 1969 году до окончания апартеида в ЮАР и первых демократических выборов в стране в 1994 году Великая Социалистическая Народная Ливийская Арабская Джамахирия враждебно относилась к правительству Претории. Ливия предоставила финансирование и поддержку южноафриканским движениям против апартеида, а также военную подготовка комбатантов Африканского национального конгресса. После легализации АНК, тогдашний его лидер Нельсон Мандела в мае 1990 года направился с визитом к Каддафи, чтобы поблагодарить его за помощь Ливии.
После первых демократических выборов в Южной Африке в апреле 1994 года и прихода к власти нового правительства Африканского национального конгресса южноафриканско-ливийские отношения в одночасье превратились из враждебных в дружбу и сотрудничество. Это привело к значительному росту двусторонней торговли и инвестиций, и Южная Африка внесла значительный вклад в дальнейшие переговоры об освобождении двух ливийских подозреваемых, причастных к взрыву Pan Am Flight 103 над Локерби. 
Эти отношения были подчеркнуты официальными визитами в Ливию бывшего президента Манделы и бывшего президента Табо Мбеки. Мандела, как президент ЮАР, дважды посетил Ливию — в 1994 году и в октябре 1997 года.  В июне 2002 года следующий президент ЮАР Табо Мбеки возглавил южноафриканскую делегацию в Ливии для обсуждения различных вопросов, от более тесной экономической интеграции и двусторонней торговли до создания Африканского союза в Дурбане позднее в том же году. 
В 1994 году Каддафи, тогда ещё остававшийся мировым изгоем, был приглашён на церемонию приведения к присяге Нельсона Манделы. На критику Запада о тесных отношениях нового правительства Африканского национального конгресса с режимом Каддафи Мандела ответил следующим образом:

Те, кого раздражает наша дружба с президентом Каддафи, могут прыгнуть в бассейн.Оригинальный текст (англ.)Those who feel irritated by our friendship with President Gaddafi can go jump in the pool.

Утверждается, что правительство Каддафи давало АНК деньги на его избирательные кампании с 1994 года до его падения в 2011 году.  В 1997 году ЮАР наградила Каддафи Орденом Доброй Надежды — одной из своих высших наград.

### Гражданская война в Ливии
Несмотря на поддержку резолюции № 1973 Совета Безопасности ООН, официальная позиция правительства Южно-Африканской Республики была направлена против бомбардировки НАТО силами Каддафи в поддержку «дорожной карты мира» Африканского союза, которая призывает к немедленному прекращению огня, открытию каналов для гуманитарной помощи и началу переговоров между повстанцами и правительством.
Заместитель министра иностранных дел ЮАР Эбрагим Эбрагим заявил, что то, как выполнялась Резолюция № 1973, и то, как велась политика НАТО по смене режима, заставили правительство ЮАР почувствовать себя преданным Великобритании, Франции и США. Эбрагим также заявил, что в будущем это чувство предательства может помешать ЮАР поддержать другие резолюции ООН, предложенные этими странами.
Было замечено, что ведущее южноафриканское правительство Африканского национального конгресса соболезновало правительству Каддафи. Один аналитик из ЮАР выделил шесть причин для этого:  
- отказ от внешнего вмешательства в африканские дела, особенно со стороны западных держав;
- восстановление своей «радикальной репутации», утраченной из-за поддержки резолюции № 1973;
- политика в израильско-палестинском вопросе;
- предполагаемый сдвиг мировой власти со стороны правительства, когда новые державы «прикрывают политическую спину ЮАР»;
- политика по оказанию равного регионального и международного давления для решения региональных проблем;
- зависимость Африканского национального конгресса от денег и инвестиций Каддафи[10].

### Ливия после Каддафи
В первые дни правления Переходного национального совета Ливии Южно-Африканская Республика, тесно связанная с движением Африканского союза, не спешила признать его в качестве законного правительства Ливии. Она признала этот орган власти лишь в конце сентября 2011 года — почти через месяц после признания большинством западных стран (а также Нигерии) и примерно через две недели после Китая и России. 
ЮАР крайне неохотно размораживает ливийские активы в стране на 1,5 миллиарда долларов. Также её правительство призвало Переходный национальный совет защитить африканских мигрантов в Ливии после сообщений о злоупотреблениях со стороны боевиков, выступающих против Каддафи.